# Маклафлин, Дин Бенджамин
Дин Бенджамин Маклафлин (англ. Dean Benjamin McLaughlin, 1901—1965) — американский астроном, отец писателя-фантаста Д. Б. Маклафлина.

## Биография
Родился в Бруклине (Нью-Йорк), окончил Мичиганский университет, в 1924—1927 работал в Суартморском колледже, с 1927 — в обсерватории Мичиганского университета, был профессором астрономии в этом университете.
Основные труды в области звёздной спектроскопии. В 1929 возглавил спектроскопические программы обсерватории Мичиганского университета. Выполнил детальные исследования спектров Be-звёзд, спектрально-двойных звёзд. Обнаружил, что VV Цефея, 31 и 32 Лебедя являются затменными системами, состоящими из холодного сверхгиганта и горячей звезды небольших размеров, затмения которой протяжённой атмосферой сверхгиганта дают уникальную возможность изучать строение протяжённых атмосфер. Определял орбиты затменных двойных звёзд, изучал спектральные изменения у долгопериодических переменных. Особенно известен своими исследованиями новых и сверхновых звёзд. Начиная с Новой Геркулеса 1934 наблюдал все доступные новые, выполнил измерения многочисленных эмиссионных и абсорбционных деталей в спектрах этих звёзд, соотнося их с изменениями блеска и с выбросами оболочек. Расшифровал сложные спектры сверхновых I типа, интерпретировав их как спектры поглощения, а не излучения (как считали раньше).
В его честь назван кратер на Луне и кратер на Марсе.